# Hibridació de mitjans
La hibridació de mitjans és la combinació de dos o més mitjans de diferent tipus. La creació resultat d'aquesta combinació té diferents formes i sempre es poden identificar els mitjans que la constitueixen.
La hibridació de mitjans més comú és la que combina cinema i videojocs, ja sigui perquè un videojoc inclou una narrativa i cinemàtiques pròpies de l'àmbit cinematogràfic o perquè una pel·lícula inclou elements interactius que estan dirigits a l'espectador perquè formi part d'una experiència jugable. Així i tot, també existeix la combinació de televisió i xarxes socials per connectar els usuaris digitals i televidents, la combinació del cinema a televisió (Netflix i plataformes de streaming), o la combinació entre radio i televisió.
La fusió i hibridació de mitjans pot ser vista com una cooperació entre els diversos mitjans de comunicació perquè els consumidors d'un es converteixin en usuaris de l'altre. Un exemple pot ser el de la cooperació entre videojocs i cinema; perquè els consumidors del cinema acabin per provar els videojocs i viceversa. D'aquesta manera cada mitjà de comunicació a part de treballar cap als seus propis objectius ajuden a formar un entorn global on s'ajunten tots els usuaris dels diferents mitjans. Això forma el que es coneix com a "Ecologia de mitjans híbrids".

## Cinema i videojocs

"Molts consideren el Metall Gear Solid de PSX com un dels títols que va arribar per definir el concepte de blockbuster d'estil cinematogràfic".

La hibridació entre cinema i videojocs es porta veient des de 1987 quan Maniac Mansion va incloure les primeres cinemàtiques (les seqüències cinematogràfiques que, situades entre nivells de joc, fan avançar l'acció) on el jugador passava a convertir-se en un espectador passiu davant de seqüències no jugables. Aquest joc va revolucionar el món dels videojocs, que fins al moment contenien aventures basades en textos que explicaven la història; i va introduir una interfície gràfica que molts dels jocs inclourien des d'aquest moment fins a l'actualitat. Això significat el fenomen que molts denominen com fusió entre cinema i videojocs i que ha causat la sortida al mercat de videojocs memorables que molts descriurien més com a pel·lícules que com a jocs pel seu guió, narrativa, creació de personatges i cinemàtiques. Exemples d'això són Metall Gear Solid (1998), Mass Effect 2 (2010), Skyrim (2011), Deteroit: Become Human (2018), Uncharted 4 (2016), The last of us (2013), God of War (2018) o Death Stranding (2019). Alguns d'aquests videojocs han arribat a ser denominats com "pel·lícules interactives", com és el cas de Heavy Rain (2010), que va ser denominat amb aquest nom pel mateix coproductor David Cage de Quantic Dream. Aquests videojocs, entre molts altres, utilitzen recursos propis del llenguatge cinematogràfic com són els plans seqüència, primers plànols, gèneres com la ciència-ficció, aventures o acció; travellings, efectes visuals, actors, actors de doblatge, etc. Aquests videojocs han estat tan ben acollits per la comunitat de jugadors que en la indústria actual és difícil trobar videojocs on no existeixi cap cinemàtica o argument principal en el qual es basi la història, per la qual cosa aquesta hibridació s'ha convertit en un gènere bàsic en aquest sector de la indústria. A causa d'això, han sorgit nous productors, directors i guionistes de videojocs icònics amb un gran nivell de qualitat i habilitats. Exemples d'ells són Amy Hennig (guionista i creadora de Uncharted i Uncharted 2), Jade Raymond (guionista de Assassin's Creieu), Neil Druckmann (guionista i director de The Last of Us i Uncharted 4), Hideo Kojima (creador de la saga Metall Gear Solid) o Jenova Chen (director de Journey i Flower).
Moltes maneres de fer aquests videojocs han sorgit al llarg dels anys, des de les més simples basades a crear una història amb un fil argumental protagonitzades per personatges formats des de tècniques convencionals com el CGI fins a complicats sistemes d'enregistrament i captura de moviments que han estat protagonitzats per actors reals i traslladats a ordinadors. Tot això per crear cinemàtiques i gràfics dins el joc que faci que l'experiència de jugar un videojoc no sigui únicament jugable, sinó immersiva, realista a nivell de detall, i interessant quant a trama i guió.
Moltes vegades es dona el cas també que un videojoc tracta de reproduir una pel·lícula coneguda i convertir al jugador en el protagonista d'aquesta. Alguns casos són Kung Fu Panda: El videojoc (2008), El Senyor dels Anells: La batalla per la Terra mitjana (2006), Spiderman 3 (2007), L'Increïble Hulk (2008), Els 4 Fantàstics (2007) i Pirates del Carib en la Fi del Món (2007). Els anys del 2000 al 2010 són un clar exemple d'una època on els videojocs volien ser la versió jugable de les pel·lícules del moment. D'aquesta manera la immersió del jugador cap el món imaginari dels seus films preferits era fins i tot major i combinat amb la banda sonora de la pel·lícula es bucava una experiència òptima.
Un altre terme del videojoc comparable i heretat del cinema és la narració. Aquest tipus de narració és heretada de la narració tancada del gènere cinematogràfic. En el videojoc aquesta narració lineal es depassa per arribar a la narració oberta que, no obstant això, mai serà plena perquè existeixen uns límits en les possibilitats del jugador dins del joc ja que l'univers jugable és finit. André Gauldreault definiria com meganarrador al procés mitjançant el qual a través de la mostración d'imatges el relat és ordenat i regulat en el videojoc. D'aquests conceptes també sorgeix la qüestió de les narratives interactives que necessiten de la resposta directa d'un espectador o usuari per ser consumides, ja sigui a través d'una acció física (clic, scroll, interfícies de veu, finestres emergents) o nous formats adaptats. Aquest tipus de narrativa resulta bàsica en la creixent indústria dels videojocs, i com hem vist prové de la combinació de cinema i videojocs.
D'altra banda trobem també una gran influència dels videojocs cap al cinema. Com hem vist anteriorment, els videojocs i la seva influència ha impactat molt en la societat dels últims anys fins a arribar al punt que algunes generacions, com la dels millennial, ja passen més temps consumint continguts en plataformes en les quals els seus integrants tenen el control que en entorns de consum lineal com el cinema. És per això que pel·lícules i sèries com Black Mirror: Bandersnatch (2018), Sobreviure és el repte (2019), El Gat amb Botes: Atrapat en un conte èpic (2017) o The Outbreak (2008) es basen en narrativa interactives on l'espectador pansa de ser un simple subjecte passiu a formar part de la pel·lícula i sentir-se el seu protagonista, un dels seus personatges o un ser omniscient amb poder de decisió.

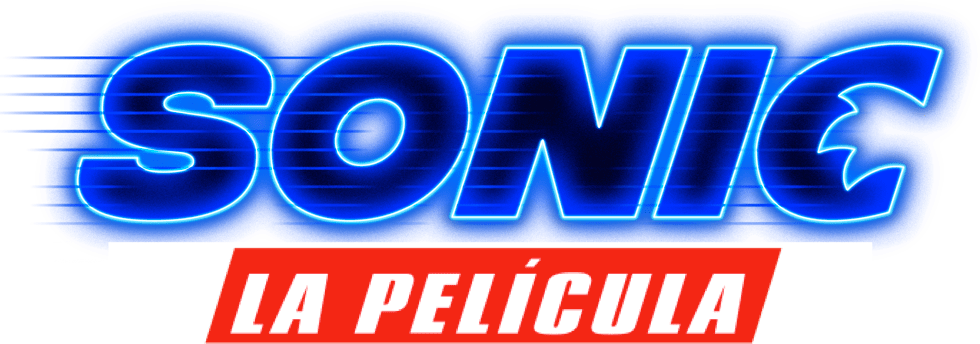
Sonic La Pel·lícula (en anglès Sonic The Hedgehog) va batre el rècord quant a recaptació de les pel·lícules basades en videojocs.

De la mateixa manera, molts videojocs van ser adaptats a pel·lícules perquè els fans disfrutessin més. En el següent paràgraf veurem pel·lícules que es van basar en videojocs. Aquest és el cas de Street Fighter (1994), Mortal Kombat (1995), Lara Croft: Tomb Raider (2001), Resident Evil (2002), Silent Hill (2006), Prince of Persia: The Sands of Time (2010), Assassin's Creed (2016) o Warcraft (2016). Algunes d'elles van ser protagonitzades per celebritats com Dwayne Johnson, Mark Wahlberg o Aaron Paul com per exemple Doom (2005), Max Payne (2008) o Need for Speed (2014). La pel·lícula basada en videojocs que va aconseguir el major rècord de recaptació va ser Sonic the Hedgehog (2020), basat en el videojoc japonès llançat per l'empresa Sega en 1991, que va aconseguir recaptar una quantitat de 68 milions de USD en els quatre primers dies d'exhibició als Estats Units. Tot i així, no és el cas més habitual en aquest tipus de pel·lícules que, normalment, solen ser un fracàs. Aquest és el cas de Super Mario Bros (1993), Double Dragon (1994), Mortal Kombat: Anihilació (1997), Alone in the Dark (2005), Postal (2007) i Max Payne (2008).

## Metamitjans
La idea de metamitjà es relaciona clarament amb la hibridació de mitjans existents i altres nous, així com de mescles i remescles entre ells. Els mitjans com a ens autònoms, com a formes úniques, pures i separades entre si (el cinema d'una banda, la televisió per un altre, etc.), amb les seves pròpies lleis i propietats específiques, són els coneguts mitjans tradicionals. Els metamitjans van més enllà i la seva descripció més bàsica és la d'un mitjà que conté altres mitjans.
Els metamitjans han estat presents des dels inicis de la humanitat, cosa que evidencia que tots els mitjans són, en realitat, metamitjans. Aquesta idea està ja present en Aristòtil, qui va anticipar la idea que els mitjans són sempre “mitjans mixtos”, entenent el drama com una combinació de lexis, melos i opsis, és a dir, de paraula, música i espectacle. Fins i tot el cinema, que pot ser considerat per alguns com un mitjà pur, és en realitat una combinació de mitjans prèviament existents que es van combinar per crear un únic mitjà. Des dels orígens del cinema les pel·lícules mudes sempre anaven acompanyades de música i discurs, i la pel·lícula portava sovint inscrites paraules escrites o impreses. Autors com Riccioto Canudo, André Bazin, Edgar Morin o Noël Burch també van defensar la idea del cinema com a mitjà “impur”, arribant fins i tot a suggerir que el cinema era la síntesi de totes les arts anteriors, això és, el setè art.
Els metamitjans poden ser descrits de diverses maneres. Des de l'acceptació més tradicional del terme, és a dir, mitjans formats per mitjans més petits, fins a tot tipus de sinergies periodístiques Els nous cibermitjans demostren que les fórmules d'associació i de producció en l'entorn digital són nombroses pel que es pot parlar de diversos casos de metamitjans. Per exemple, sorgeixen metamitjans periodístics que es defineixen de la següent manera: Un metamitjà periodístic és un mitjà (o summa de mitjans) derivat d'una interconnexió nova de persones i continguts preexistents, que els serveixen per definir una identitat editorial pròpia.

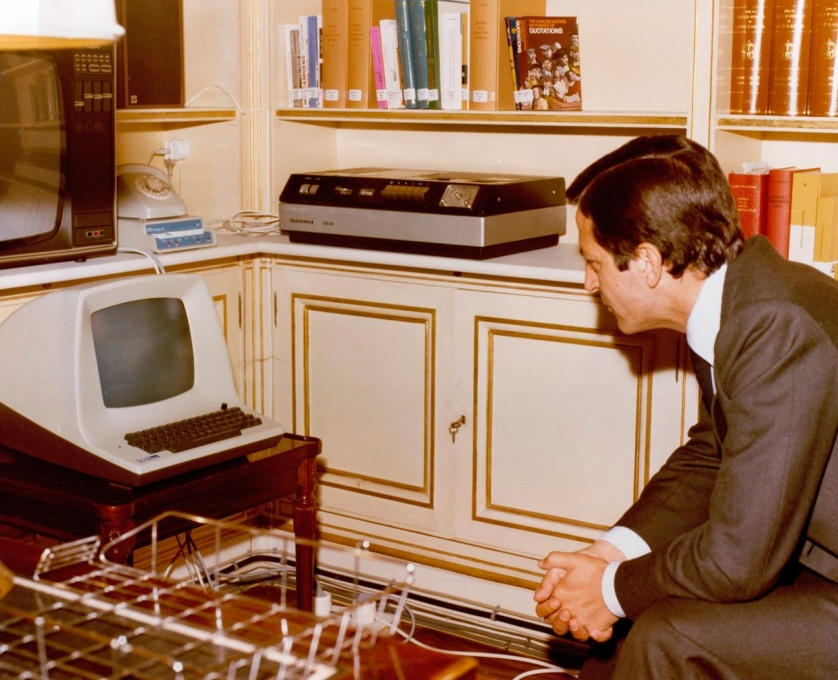
Kay i Goldberg (1977) van ser els primers que van posar sobre la taula que un ordinador pogués ser un metamitjà.

Al principi es va posar la vista sobre els ordinadors quan es va voler començar a parlar de metamitjans. Kay i Goldberg (1977) van ser els primers a posar la seva atenció en les computadores: la interfície de l'ordinador, amb la seva suma de codis, llenguatges i formats, era la representació més literal del que podem entendre com un meta-mitjà, un mitjà contenidor de molts més dins de si. Seguint la mateixa lògica, la pròpia Internet es pot considerar com un metamitjà perquè és la destinació de la resta de mitjans, és l'equip de consum de qualsevol mitjà i serveix per ser un mitjà en si. La pròpia teoria de Fidler (1998) coneguda com a mediamorfosis podria servir per explicar per què Internet és un metamitjà indiscutible. La definició de metamitjà, influenciada en aquest cas per aquesta teoria, seria: Entenem per metamitjà aquell mitjà que es recolza en estructures, processos, llenguatges i continguts de mitjans anteriors per crear els seus propis trets identitaris, llenguatges, productes i hàbits de consum. Això definiria Internet com un metamitjà general.

### Ordinador com metamitjà[15]
L'ordinador com a metamitjà, a més d'haver estat una idea proposada per Kay i Goldberg (1977) tal com s'ha vist anteriorment, també va ser estudiat per Lev Manovich en el seu llibre El software toma el mando. Manovich (2013) es basa en les idees de l'informàtic nord-americà i pioner de la cultura digital Alan Kay, qui en la dècada dels anys 70 va proposar la idea d'un “mitjà personal dinàmic” (personal dynamic media) que anava més enllà de l'ordinador fins al punt de parlar d'un veritable “metamitjà” capaç de simular, barrejar i remesclar diversos mitjans. En un article escrit amb una de les seves principals col·laboradores, l'enginyera en computació Adele Goldberg, tots dos autors parlaren de la possibilitat de concebre l'ordinador com una plataforma per a tot mitjà artístic existent (Kay i Goldberg, 1977). Aquests autors van introduir el terme metamitjà en el discurs computacional per descriure l'ordinador no com un nou tipus de mitjà sinó com alguna cosa qualitativament diferent, un metamitjà el contingut del qual és una àmplia gamma de mitjans existents. L'ordinador com metamitjà és per Manovich una categoria que reuneix tota la història i evolució dels mitjans de comunicació en un espai comú d'acció i interacció a través d'una pantalla, en aquest cas la pantalla de l'ordinador.
Segons Manovich, el metamitjà que es crea a partir del llenguatge informàtic inclou dos tipus de mitjans: 
1) La simulació de mitjans físics preexistents (com el llibre, el diari, etc.), als quals s'afegeixen noves propietats relacionades amb el llenguatge digital (interactivitat, hipertextualitat, etc.).
2) Un nou tipus de mitjans computacionals sense precedents físics i que constitueixen veritables “nous mitjans”, com per exemple els videojocs, els mons virtuals, la realitat virtual o els llocs web.

### Elsmartphonecom metamitjà
Els mòbils o smartphones constitueixen veritables miniordinadors portàtils construïts a partir d'una barreja de vells i nous mitjans. Es podria dir que el seu predecessor és l'ordinador. Una nova generació d'usuaris joves que han crescut amb la pantalla del telèfon mòbil com a principal manera de consulta, interacció i comunicació, la denominada “generació App”, disposen de tots els mitjans tradicionals i nous mitjans en el seu dispositiu mòbil.
El telèfon mòbil s'ha anat convertint progressivament en un testimoni de tota la història dels nostres principals mitjans de comunicació, des de la paraula oral i escrita fins al telégraf, el telèfon, la ràdio, la fotografia (cinema), la fonografia, el vídeo, la televisió, tots els aparells d'enregistrament, l'ordinador, el correu, el fax, el correu electrònic, les comunicacions per satèl·lit (GPS/GPRS), Internet i el web. Ja va més enllà del web amb el podcasting i videocasting. La convergència també l'expressa la implosió del món en el cos humà a través del telèfon mòbil. En resum, totes les dades convergeixen en nosaltres, els usuaris.

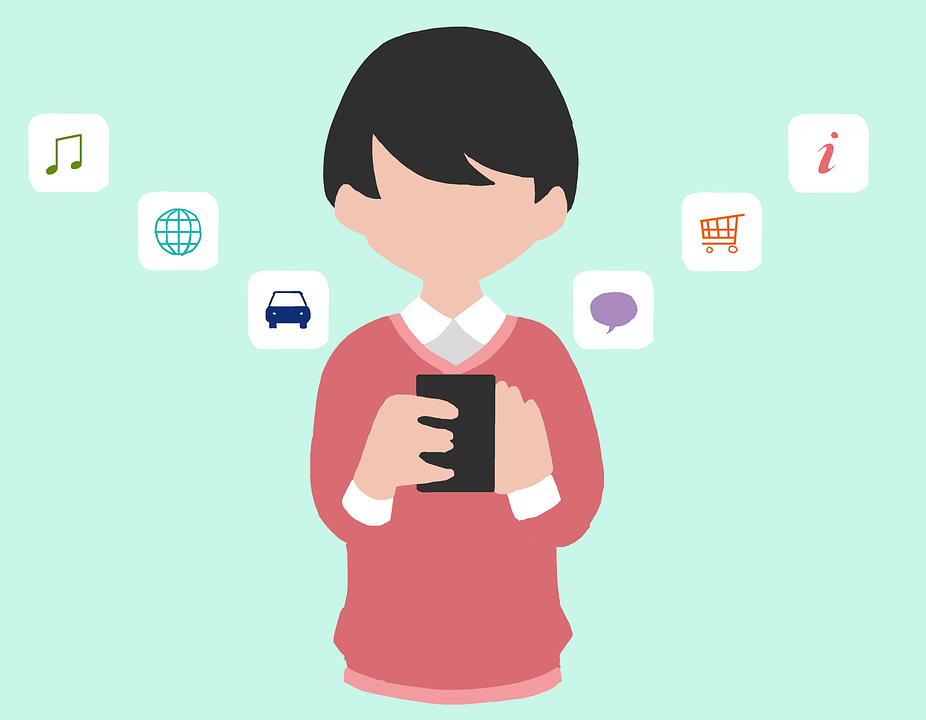
El smartphone o telèfon mòbil és el gran metamitjà que predomina en la societat des de la seva popularització durant els principis del segle XXI.

Els smartphones ens introdueixen quotidianament en una experiència d'immersió multimediàtica. Aquest aparell i la seva pantalla ens permet estar en tot moment “submergits” en mitjans de tot tipus, ja sigui consultant les notícies d'un diari digital, escoltant la ràdio, prenent o visionant fotografies, gaudint de videos en plataformes com YouTube, etc. Podem realitzar tot això de manera simultània, com quan fem una fotografia mentre escoltem la ràdio, o consultem un diari digital mentre escoltem arxius d'MP3 o música en streaming. L'experiència multimediàtica es converteix llavors en una activitat capaç d'englobar diversos sentits.
Amb el smartphone podem consultar, crear, compartir i remesclar diversos continguts mediàtics en qualsevol moment i lloc. Es tracta d'un aura mediàtica i de mediació sempre en expansió capaç de convertir-nos en potencials lectors/productors de mitjans en diferents moments, en la tranquil·litat de la nostra llar, en el nostre treball, o en els nostres desplaçaments quotidians per l'espai urbà. El smartphone ens ha convertit en éssers humans i mitjans de comunicació al mateix temps, “capaços de generar, reproduir i etiquetar contingut en el palmell de la nostra mà i de distribuir-lo globalment amb l'accés constant que tenim a la xarxa”.
Amb el smartphone el propi home s'ha convertit en un mitjà de comunicació capaç de comunicar-se amb el món sencer a través de la xarxa. Hem passat a una “societat xarxa” més interactiva, dialògica i participativa, i que és capaç d'atorgar una major visibilitat pública als interessos ciutadans a partir d'eines digitals de fàcil ús i accés, capaç d'integrar totes les eines de producció, distribució i recepció digital en un mateix aparell. Així, les grans fites del periodisme ciutadà, com les eleccions presidencials dels EUA de 2020 o l'atemptat de Viena del mateix any, no haguessin estat possibles sense la capacitat multimediàtica del telèfon mòbil per gravar, difondre i viralizar ràpidament tals esdeveniments de forma textual i/o audiovisual.
Així doncs, el smartphone no només ha redefinit vells mitjans, com el cas del periodisme, sinó que també ha ajudat a la creació de nous mitjans, com per exemple els denominats mitjans locatius, és a dir, aquells mitjans que impliquen localització i que inclouen coordenades GPS. Són aquests mitjans o aplicacions capaces de localitzar a l'usuari portador del mòbil. L'usuari ja no va a la cerca d'informació, sinó que la informació va a la recerca de l'usuari i el troba en un punt concret del seu itinerari, oferint-li un menú i unes possibilitats de visualització i interacció que seran diferents depenent de la seva ubicació geogràfica. La informació que arribi a l'usuari podrà igualment ser modificada per aquest, per la qual cosa cadascun es converteix en comunicador d'informació.
El smartphoneno no només és metamitja perquè integra diferents mitjans de comunicació en un mateix espai, sinó perquè també ha creat nous mitjans i aplicacions que ofereixen noves possibilitats d'acció i interacció mediàtica i reconfiguran la manera en què concebem els altres mitjans, transformant la nostra relació amb ells. Es tracta, per tant, d'un metamitjà integrador  i creador, que no substitueix als vells mitjans sinó que els integra amb altres nous, la mescla dels quals genera nous i interessants híbrids en un món globalitzat, com el periodisme ciutadà.

### Metamitjans periodístics
D'altra banda es pot parlar també de metamitjans periodístics: Aquell mitjà (o summa de mitjans) derivat d'una interconnexió nova de persones i continguts preexistents, els quals els han servit per definir una identitat editorial pròpia i aconseguir a comunitats amb noves necessitats informatives. Tenen un marcat caràcter holístic, ja que la gestió professional dels seus redactors i editors fa que aquests nous mitjans siguin molt més que la simple suma de les seves parts.
| Tipologia de metamitjans periodístics | Tipologia de metamitjans periodístics | Tipologia de metamitjans periodístics                                                               | Tipologia de metamitjans periodístics                           |
| ------------------------------------- | ------------------------------------- | --------------------------------------------------------------------------------------------------- | --------------------------------------------------------------- |
| Criteri                               | Tipus                                 | Característica principal                                                                            | Exemples                                                        |
| Contingut                             | Generalista                           | Recolzat en mitjans verticals anteriors per ampliar oferta de continguts.                           | Eldiario.es Five Magazine                                       |
| Contingut                             | Especialitzat                         | Recolzat en mitjans verticals anteriors per reforçar un contingut específic.                        | Matter + Medium                                                 |
| Contingut                             | De producte                           | Aliances temporals al voltant d'un producte amb mitjans associats per repartir producció i difusió. | Acordo + El confidencial                                        |
| Contingut                             | Social                                | Nous mitjans basats en la curació de contingut aliè.                                                | Reported.ly Storyful.com                                        |
| Autors                                | Comunitari temporal                   | Xarxa temporal de periodistes i autors amb fi específica.                                           | Contributoria.com                                               |
| Autors                                | Comunitari permanent                  | Xarxa permanent de periodistes i autors amb finalitats diversos.                                    | Globalvoices.org                                                |
| Relat                                 | Perifèric                             | Flux informatiu que neix fora de les redaccions.                                                    | Filtrala.org                                                    |
| Relat                                 | Teaser                                | Associacions de mitjans on els primers suposen un making of dels segons (teaser).                   | 233graus + lainformacion Pissed off… + Acordo Blog + L'espanyol |

La idea de metamitjà resulta fonamental en una època com la del segle XX i XXI, dominada per mitjans de tot tipus que interactuen, dialoguen i es retroalimenten uns als altres. Aquest ecosistema mediàtic és de naturalesa híbrida i els mitjans que ho configuren són essencialment mitjans híbrids, mixtos o impurs, immersos en un procés de mescla i remescla contínua. Durant el segle XX el metamitjà per exelència va ser l'ordinador, però durant el segle XXI el metamitjà que predomina, tal com va anticipar Steve Jobs, és el smartphone.